# Darius Șerban
Darius Șerban (n. 10 septembrie 2002, Câmpina, Prahova, România) este un sănier român.

## Carieră
În anul 2020 el a participat la Jocurile Olimpice de Tineret. La Lausanne s-a clasat pe locul 17 la simplu și cu ștafetă mixtă a obținut locul 5, alături de Ioana Buzățoiu, Sebastian Motzca și Răzvan Turea. La Campionatul Mondial din 2021 de la Königssee a luat startul la proba de echipaj de dublu. Cu Marian Gîtlan a ocupat locul 23 în proba de sprint. Cu echipa României (Raluca Strămăturaru, Valentin Crețu, Marian Gîtlan) a obținut locul 9.
La Jocurile Olimpice din 2022 de la Beijing Darius Șerban și Marian Gîtlan s-au clasat pe locul 14. În proba de ștafeta mixtă românii (Raluca Strămăturaru, Valentin Crețu, Marian Gîtlan, Darius Șerban) au obținut locul 9.

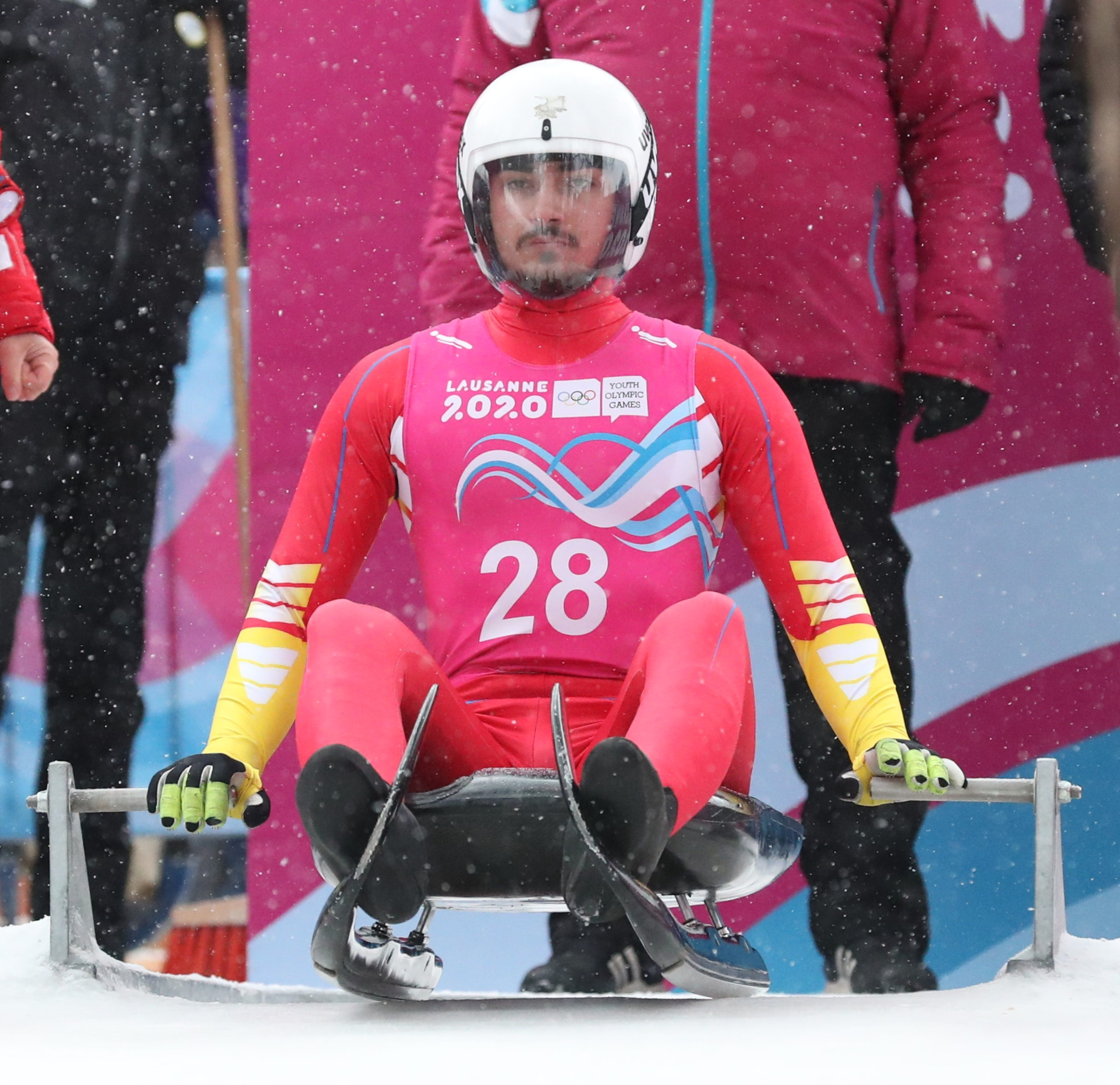
La Jocurile Olimpice de Tineret din 2020
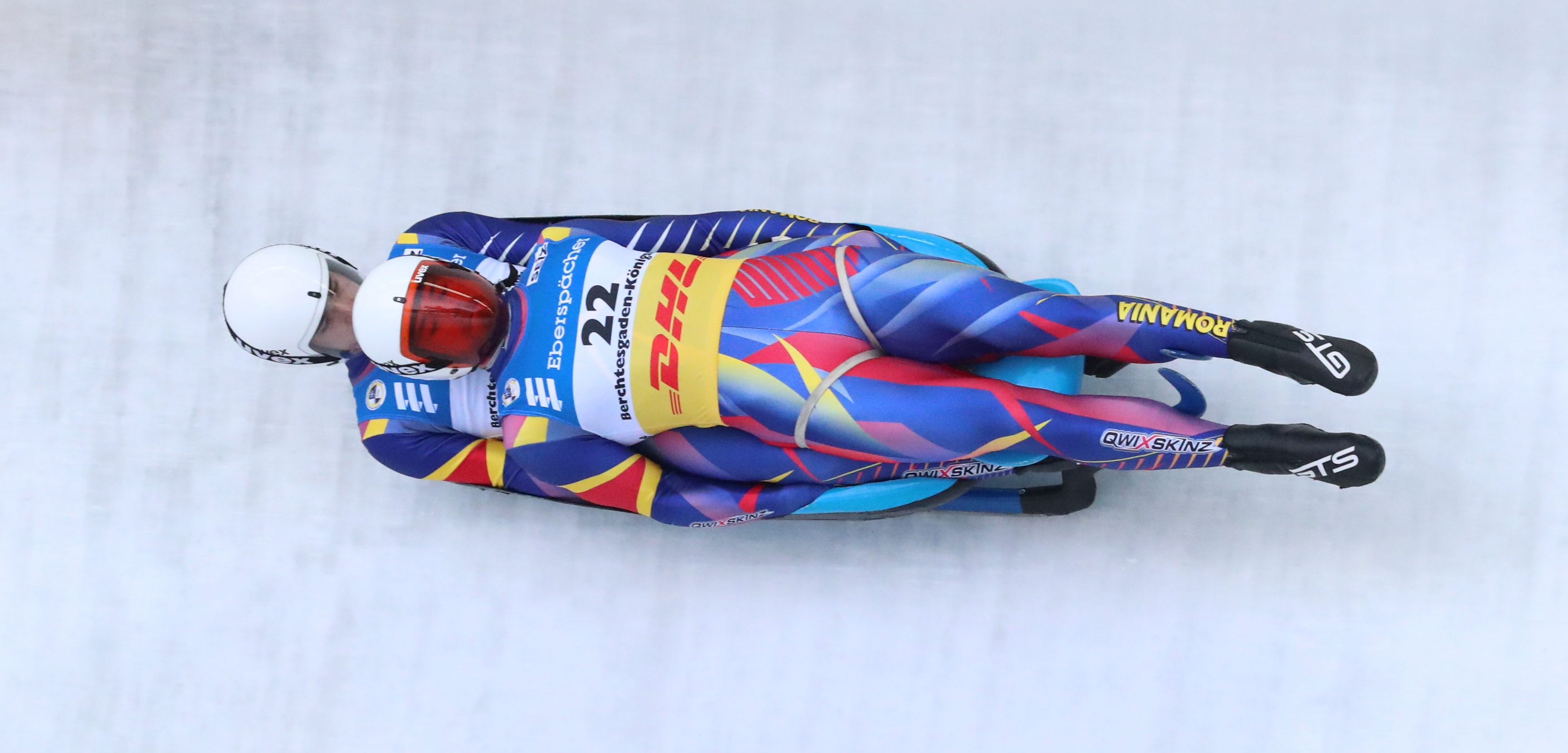
La Campionatul Mondial din 2021
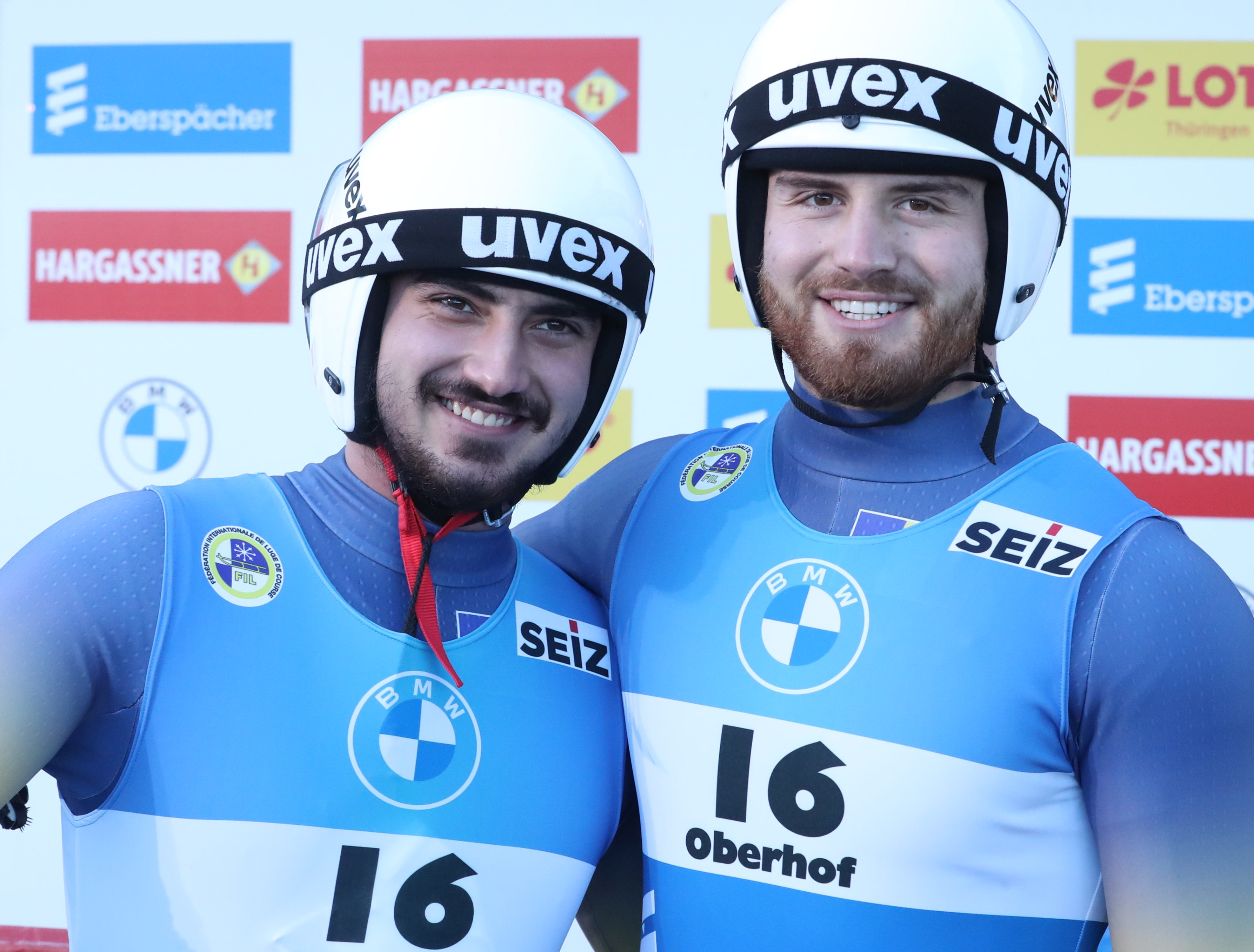
Cu Marian Gîtlan la Cupa Mondială din 2022